# Cardiodictyon catenulum
Il cardiodiction (Cardiodictyon catenulum) è un animale estinto appartenente ai lobopodi, vissuto nel Cambriano inferiore (circa 520 milioni di anni fa). I suoi resti sono stati rinvenuti nel giacimento di Maotianshan, in Cina.

## Descrizione
Lungo circa due centimetri, questo piccolo animale era molto comune nella fauna di Maotianshan. La testa era allungata, forse ricoperta da un paio di strutture rigide (scleriti). Il corpo era lungo e sottile, ricoperto da 23-25 paia di scleriti dai margini in rilievo, poste in maniera omogenea per tutta la lunghezza. Sembra che negli esemplari più piccoli queste scleriti fossero a forma di V, mentre in quelli più grandi avessero assunto una forma a scudo e che si incontrassero a metà del dorso. Al di sotto di ogni paio di sclerite vi era un paio di zampe; ognuna di queste possedeva numerose annulazioni e terminava in due-quattro artigli appuntiti. Sulla testa, inoltre, erano presenti varie appendici (forse tre paia) prive di artigli. La parte posteriore del corpo terminava improvvisamente.

## Classificazione

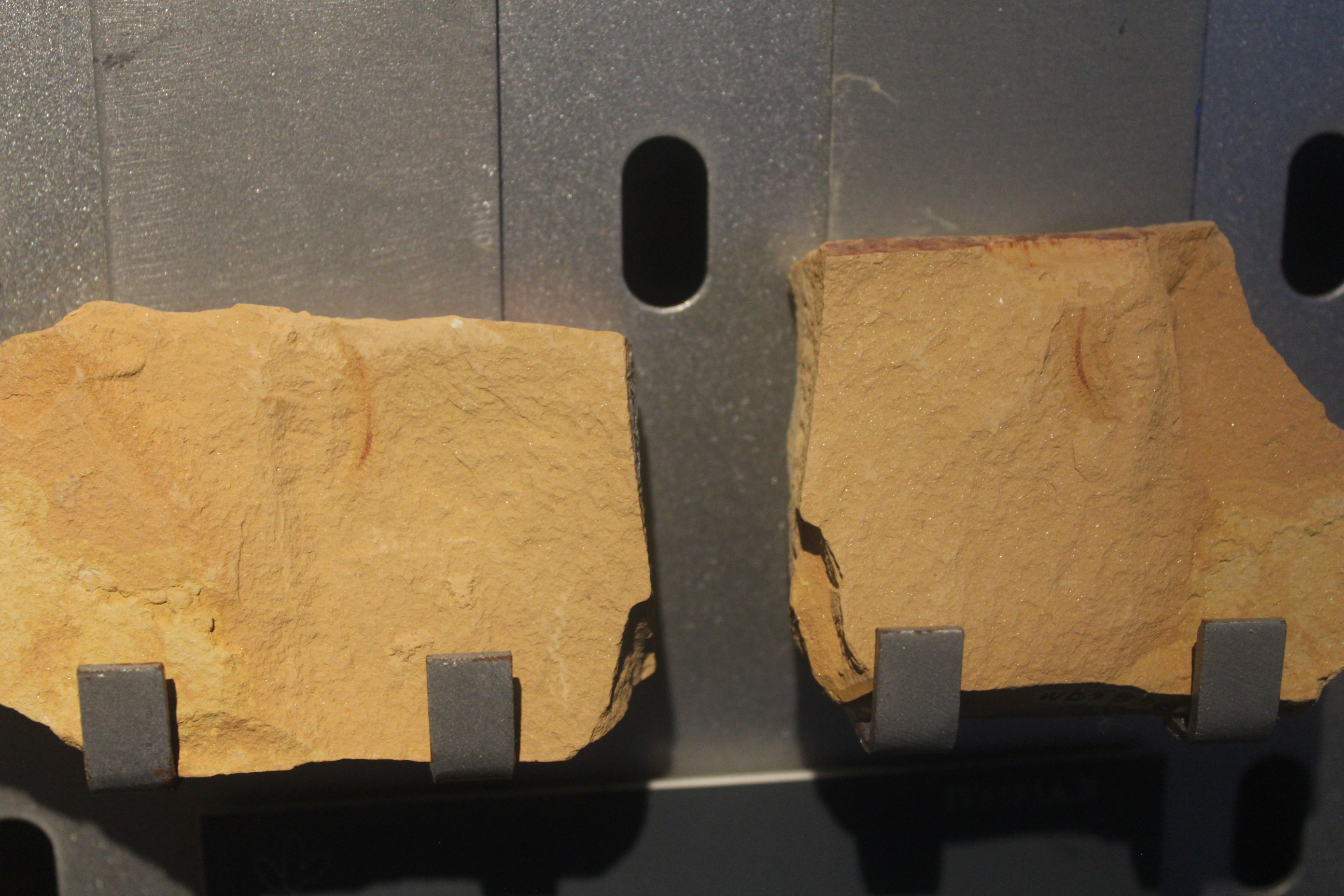
Fossile di Cardiodictyon catenulum

Questo animale è generalmente considerato un tipico rappresentante dei lobopodi, un gruppo di esseri vermiformi marini che ebbero grande diffusione nel Cambriano e che attualmente potrebbero essere rappresentati dagli onicofori terrestri, o “vermi di velluto”. In particolare, affinità sono state riscontrate con Hallucigenia e con Microdictyon, sulla base di somiglianze nelle zampe, nelle scleriti e nel capo. Un altro animale simile (anche se privo di scleriti) era Paucipodia.